# Lee Marvin
Leo Marvin Steimen, poznatiji kao Lee Marvin (19. veljače, New York 1924. – 29. kolovoza 1987.), slavni američki glumac.

## Životopis
Otac je bio direktor oglašavanja, a majka spisateljica o modi. U mjestu Saint Leo pohađao je lokalni pripremni koledž, nakon što su ga zbog lošeg ponašanja izbacili iz nekoliko drugih škola. Ostavio škole i priključio vojsci, kao pripadnik 4. divizije američkih marinaca postaje snajperista. Sudjelovao je u bitci za otok Saipan, gdje je većina njegova voda izginula. Ranjen je i otpušten iz vojske s činom vojnika - razvodnika.
Dok je radio kao pomoćnik vodoinstalatera u jednom lokalnom njujorškom kazalištu, zapazio ga je jedan redatelj i zamolio da zamijeni glumca koji se tijekom probe razbolio. Leo je pristao i uspio. Razlog tome je taj što je stekao ugled kao zamjena na predstavama van Broadwaya. Karijera mu traje od 1950. do 1986. godine. Kada je prešao u Hollywood, isprva je glumio samo negativce i zlikovce, te ratne veterane u filmovima čija je tematika bila Drugi svjetski rat i Korejski rat. Ženio se dva puta i imao četvero djece. 1971. godine tužila ga je Michelle Triola koja je zahtijevala novac, iako Lee nju nikad nije oženio niti s njom imao djece. Novac nije dobila. Povukao se 1986. godine iz aktivnog snimanja filmova. Uvijek je izgledao jako staro i volio je piti tekilu. Umro je u 63 godini života od srčanog udara. Pokopan je na Nacionalnom groblju Arlington u državi Virginia s najvišim vojnim počastima. Nakon niza filmova dobio je Oscara za uloguu filmu Cat Ballou 1965. godine.
Poznatiji filmovi
1953. godine odigrao je malu, ali zapamćenu ulogu China u "Divljaku" gdje mu je partner bio Marlon Brando. Glumio je i s Johnom Wayneom.
1967. snima film "Dvanaestorica žigosanih", jako uspješan film gdje glumi bojnika osmišljenog po njegovom prijatelju iz marinaca.